# Rampant (film)
Pour les articles homonymes, voir Rampant.
Pour plus de détails, voir Fiche technique et Distribution.
Rampant (hangeul : 창궐 ; RR : Changgwol, littéralement « Épidémie ») est un film de zombies sud-coréen réalisé par Kim Seong-hoon, sorti en 2018,.
Il totalise pour l'instant plus d'un million de spectateurs au box-office sud-coréen de 2018.

## Synopsis
En pleine période Joseon, Yi Cheong (Hyun Bin), prince renommé pour sa maîtrise à l'épée, est pris en otage par la dynastie Qing. Son frère aîné, Lee-yeong (Kim Tae-woo), réussit à le ramener après dix ans d'absence mais à son retour, il découvre que le pays est attaqué par des monstres nocturnes.

## Fiche technique
Sauf indication contraire, les informations mentionnées dans cette section peuvent être confirmées par la base de données cinématographiques IMDb,  présente dans la section « Liens externes ».
- Titre : Rampant
- Titre original : 창궐 (Changgwol)
- Réalisation : Kim Seong-hoon
- Scénario : Hwang Jo-yoon
- Musique : Park In-yeong
- Costumes : Cho Sang-kyung
- Photographie : Lee Seong-jae
- Son : Lee Seung-chul
- Montage : Kim Jae-bum et Kim Sang-bum
- Production : Kim Seong-hoon
- Sociétés de production : Leeyang Film ; Rear Window et Vast Entertainment & Media (coproductions)
- Société de distribution : Next Entertainment World
- Pays d’origine :  Corée du Sud
- Langues originales : coréen, mandarin
- Format : couleur
- Genre : zombies
- Durée : 121 minutes
- Dates de sortie :
  - Corée du Sud : 25 octobre 2018
  - France : 2 octobre 2019 (DVD)

## Distribution
Sauf indication contraire ou complémentaire, les informations mentionnées dans cette section peuvent être confirmées par la base de données Hancinema.
- Hyun Bin : Yi Cheong
- Jang Dong-gun : Kim Ja-joon
- Jo Woo-jin : Park Eul-ryong
- Jeong Man-sik (en) : Hak-soo
- Lee Sun-bin (en) : Deok-hee
- Kim Eui-sung : Le roi Ijo
- Jo Dal-hwan : Dae-gil, le moine
- Park Jin-woo : Man-bo
- Seo Ji-hye : la concubine Jo
- Han Ji-eun : la reine consort Gyeong
- Heo Sung-tae : Lee Jeong-rang
- Baek Soo-jang : Park Hyeon
- Heo Joon-suk
- Kim Tae-woo (VFB : Christophe Hespel) : Lee-yeong, le prince héritier (apparition exceptionnelle)

## Production
Le film est produit et distribué par Next Entertainment World, qui est le principal soutien de films tels que Pandora et Dernier train pour Busan. Il est réalisé par Kim Sung-hoon, qui a travaillé avec Hyun Bin sur le film à succès Confidential Assignment.
Le 14 novembre 2017, Next Entertainment World annonce que l'acteur Kim Tae-woo tiendra le rôle du prince héritier Lee Young, initialement prévu pour être joué par le défunt Kim Joo-hyuk (en),.
Le tournage commence le 1er septembre 2017 et se termine le 13 février 2018, ce qui a pris environ cinq mois au total.

## Accueil

### Sorties
Le film sort dans les salles sud-coréennes le 25 octobre 2018 en même temps que Grass et Crazy Rich Asians.
Le film est déjà vendu dans dix-neuf pays. La date de sortie pour les Philippines, l'Allemagne, le Royaume-Uni, le Vietnam, la Birmanie, Singapour, Hong Kong, Macao, la Thaïlande, l'Australie, la Nouvelle-Zélande, les États-Unis, le Canada, le Laos, la Malaisie, l'Indonésie et le Cambodge est fixée à deux semaines après la date de sortie nationale.

### Critiques
Shim Sun-ah de Yonhap donne une critique mitigée et écrit : « Rampant a un début prometteur, mais il s’agit d’un film fade caractérisé par une intrigue prévisible et des personnages en carton. Cependant, le film satisfait les amateurs de films de zombies qui sont ici rapides, forts et cruels, sans parler de la chair de poule engendrée. Il réussit également à donner au public des séquences de combats à l'épée spectaculaires et une cinématographie vraiment magnifique ».
Park Jin-hae du The Korea Times donne aussi une critique mitigée et écrit : « Les scènes d'action habiles de Hyun à l'épée, vainquant presque à lui seul des zombies grouillant sans cesse de toutes les directions, sont amusantes. Il garde les spectateurs attentifs avec des moments éprouvants pour les nerfs. Mais le film semble avoir un effet négatif car il ne parvient pas vraiment à faire peur avec ses zombies. Une autre déception est le manque de développement du personnage ».

### Box-office
Le film attire 156 644 spectateurs pour 1,1 million de dollars de recettes lors de son premier jour d'exploitation, prenant la tête du box office devant Dark Figure of Crime. Le 28 octobre, le film dépasse le million d'entrées, quatre jours après sa sortie. Durant son premier week-end, le film attire 840 854 spectateurs pour 6,6 millions de dollars de recettes, et termine à la première place du classement au box-office.

## Distinctions

### Récompense
- Chunsa Film Art Awards 2019 : Prix de la technique (maquillage)

### Nominations
- Festival international du film fantastique de Gérardmer 2019 :
  - « Sélection en compétition »
  - Grand prix
  - Prix du jury